# Burg Fenis
Die Burg Fenis, auch als Hasenburg bezeichnet, ist eine abgegangene mittelalterliche Höhenburg aus dem 11. Jahrhundert. Sie befindet sich in der Schweizer Gemeinde Ins im Kanton Bern.

## Lage und Beschreibung
Die Burg liegt auf dem Schlosshubel zwischen Ins und Vinelz. Heute sind noch einige Erdwälle, Terrassen, der Burghügel und Ansätze des Burggrabens zu erkennen, Mauerreste der Burg haben sich dagegen nicht erhalten. Die Anlage ist im Vergleich zu anderen Burgen aus der Region sehr gross.

## Geschichte
An der Stelle der Burg muss sich früher eine Anlage aus der Hallstattzeit befunden haben, mit der die Grabhügel von Ins in Beziehung standen.
Die Burg war der Stammsitz der Freiherren und Grafen von Fenis. 1117 wurde die Anlage durch ein Erdbeben vernichtet.